# Internationaal Toegankelijkheidssymbool

Internationaal Toegankelijkheidssymbool

Het Internationaal Toegankelijkheidssymbool (ITS), in het Nederlands ook bekend onder de naam rolstoelsymbool, is een logo dat wordt gebruikt om aan te geven dat een gebouw bereikbaar, toegankelijk en bruikbaar is voor iedereen, met name voor mensen met een functiebeperking. Het symbool is in 1971 in Nederland ingevoerd.
Het symbool bestaat uit een blauw vierkant waarin een gestileerde afbeelding in de kleur wit van een persoon in een rolstoel is afgebeeld. Dit logo is een internationale standaard (ISO 7001), het copyright berust bij de International Commission on Technology and Accessibility (ICTA), comité van Rehabilitation International. Het is in 1968 ontworpen door Susanne Koefoed.